# Gungunum
Gungunum (Chedormanchundi) was ca. 1932-1905 v.Chr. koning van Larsa. Hij volgde zijn broer Zabaya op.
Gungunum was waarschijnlijk een van de leiders van de Amoritische huurlingen die in zijn tijd een steeds grotere rol in het zuiden van Mesopotamië begonnen te spelen, inclusief het stichten van eigen rijkjes.

In zijn derde regeringsjaar hield hij een veldtocht naar Elam en verwoestte Bashimu, een staatje in het oosten ervan. In het vijfde jaar drong hij door tot Anshan zelf en verwoestte het.
In zijn tijd was Larsa verwikkeld in een strijd om de macht. Het ging vooral over de controle over de oude hoofdstad Ur. Na een eerste veldtocht zag Lipit-Ištar van Isin zich al gedwongen het Ninki-kanaal te hergraven en de stad Ur te herstellen en in jaar zeven van Gungunum werd Ur veroverd. Hij noemde zich daarna ook "koning van Ur". Toch liet hij de lokale ambtenaren ongemoeid en zelfs Ishme-Dagans dochter E-ana-tuma bleef entum-priesteres van Nanna. Volgens Gungunums jaarnaam voor dat jaar werd zelfs in jaar 13 een dochter van zijn rivaal Lipit-Ištar, Enninsunzi, entum van Ningublaga in Ur. Ook Lipit-ištar vermeldt dit in een van zijn jaarnamen.
Behalve Ur wist Gungunum ook andere belangrijke steden, zoals Uruk en Nippur op Isin te veroveren, maar de opvolger van Lipit-Ištar, Ur-Ninurta wist daarvan weer een deel terug te veroveren.
Hij is bekend van tablet MS 5107 dat een hymne aan de godin Nanaya met gebeden van Gungunum bevat. Zij was zijn beschermgodin. Daarnaast zijn er nog twee Sumerische lunaire hymnes met gebeden aan Enki en Niraḫ en een vrij obscuur Akkadisch gedicht van hem bekend.